# Diana Alexejewna Jakowlewa
Diana Alexejewna Jakowlewa (russisch Диана Алексеевна Яковлева; * 13. April 1988 in Moskau) ist eine russische Florettfechterin.

## Erfolge
Bei den Fechtweltmeisterschaften 2013 in Budapest belegte die 1,73 m große Jakowlewa mit der russischen Mannschaft den dritten Platz. 2014 wurde sie zusammen mit Inna Deriglasowa, Larissa Korobeinikowa, und Julia Birjukowa Vizeweltmeisterin in Kasan.
Bei den Fechteuropameisterschaften 2013 in Zagreb gewann Jakowlewa die Silbermedaille im Florett-Einzel hinter Elisa Di Francisca aus Italien. 2014 in Straßburg wurde sie Vizeeuropameisterin mit der russischen Mannschaft.
Am 26. Juni 2015 gewann Jakowlewa mit dem russischen Florett-Team die Goldmedaille bei den ersten Europaspielen in Baku.

## Auszeichnungen
- Meister des Sports Russlands[4]